# Ignosticism
Ignosticism är en ståndpunkt som innebär att frågan om gudars existens är meningslös eftersom termen gud inte har någon koherent och entydig definition. De anser att en tydlig definition behövs innan man kan diskutera huruvida Gud finns eller inte, och att det rimligen endast sedan bör vara relevant om Gud skulle eller inte skulle finnas.

## Synen på gudsbegreppet
Ignosticismen är snarlik teologisk nonkognitivism. Huruvida ignosticismen ska ses som en form av agnosticism eller ej är oklart, eftersom agnostiker ofta gör antaganden om gudsbegreppet som en ignostiker knappast kan acceptera. Agnostiker anser att vi helt enkelt inte har tillräckligt med information eller bevis för att avgöra huruvida "Gud existerar" eller inte. De erkänner att frågan kanske går att besvara, men att vi ännu inte hittat svaret. Skillnaden mellan ignosticism och agnosticism är att agnostikern accepterar att flera olika alternativa eller flytande definitioner av Gud/Gudar skulle kunna vara sanna och relevanta. I praktiken torde en ignostisk åskådning ligga närmare ateism än agnosticism.

### Övernaturlighet
Allmänt sett brukar Gud definieras som i någon mån övernaturligt, och nivån av filosofisk stringens när det gäller innebörden av övernaturliga begrepp kan variera. Att sakna en filosofiskt stringent definition av Spöken eller Frostjättar gör i allmänhet inte att fascinationen inför eller intresset i frågan om dem helt avtar, det samma kan sägas om Gud. Ignostiker pekar ibland på att människor med motstridiga eller väldigt olika definitioner av gudsbegreppet ändå samlas inom olika trossamfund, vilket gör att de i realiteten inte blir överens om teologi och trosfrågor annat än på ett kosmetiskt plan.
Ett vetenskapsteoretiskt begrepp är falsifierbarhet. Om en Guds definition inte kan falsifieras, intar ignostikern den teologiska icke-kognitivistiska ståndpunkten att frågan om Guds existens (enligt denna definition) är meningslös. Liknande teologiska begrepp, som till exempel tro, liv efter döden, fördömelse, försoning, synd, eller själen kan utsättas för liknande kritik.
Förenklat:
```
På frågan om Gud existerar skulle en ateist svara: "Jag tror inte på Gud", en agnostiker skulle svara: "Jag vet inte om Gud finns" och en ignostiker: "Jag vet inte vad du menar när du talar om Gud". För en ignostiker är frågan om Gud existerar meningslös och har samma logik som att fråga: "Vilken färg har fredagen", båda frågorna är meningslösa och har därför inget meningsfullt svar.
```

- I ett kapitel i sin bok Language, Truth, and Logic från 1936 hävdar Alfred Jules Ayer att det inte är möjligt att tala om Guds existens, eller ens sannolikheten för dess existens - en position som ligger nära Sherwin Wine.

- "Jag introducerade begreppet "igteism" eftersom det teistiska väsen som diskuteras av teologer och filosofer inte är begripligt. Här kommer partikeln ig- ( ig- ) från ordet "okunnig", eftersom vi inte på något sätt kan veta vad som menas med ordet "teism" när vi använder begreppet "Gud" för att med dess hjälp beteckna en transcendental varelse eller tillvarons grund. Argumentet som används av teologer (t.ex. Tillich) att "Guds språk" ska betraktas symboliskt eller metaforiskt är enligt min mening en list. Semantisk dimma tvingar oss att se något tvetydigt i det, som under förtydligandet visar sig vara falskt." — Paul Kurtz, The New Skepticism (* Tillich torde vara Paul Tillich)

## Sherwin Wine
Termen ignosticism myntades på 1960-talet av rabbinen Sherwin Wine, grundare av Humanistisk judendom (Humanistic Judaism), en rörelse som uppmuntrar ett framhållande av en judisk identitet utan teistiska inslag och utan en religiöst grundad etik.